# Chalicotherium
Genre
Chalicotherium (du grec ancien χαλιξ / khalix « caillou, gravier » et θηρίον / thērion qui vient de θηρ/thēr « la bête », aussi dit chalicothère) est un genre éteint de périssodactyles, de la famille des Chalicotheriidae qui a vécu en Eurasie au cours du Miocène, entre −5 millions d'années et −8 millions d'années. 

## Description
C'était un animal herbivore qui se distingue des autres périssodactyles par ses membres antérieurs plus allongés que les membres postérieurs et dotés de griffes, adaptés pour la préhension, possiblement pour saisir des branches d'arbres. Il marchait sur ses poings, à la manière des gorilles actuels. Chaque pied se terminait par trois doigts. Il était dépourvu de dents à l'avant de la mâchoire supérieure.

Chalicotherium goldfussi : maxillaire gauche avec P-M3 vu de dessus Col. MHNT
Chalicotherium goldfussi : maxillaire gauche avec P-M3 vue latérale Col. MHNT
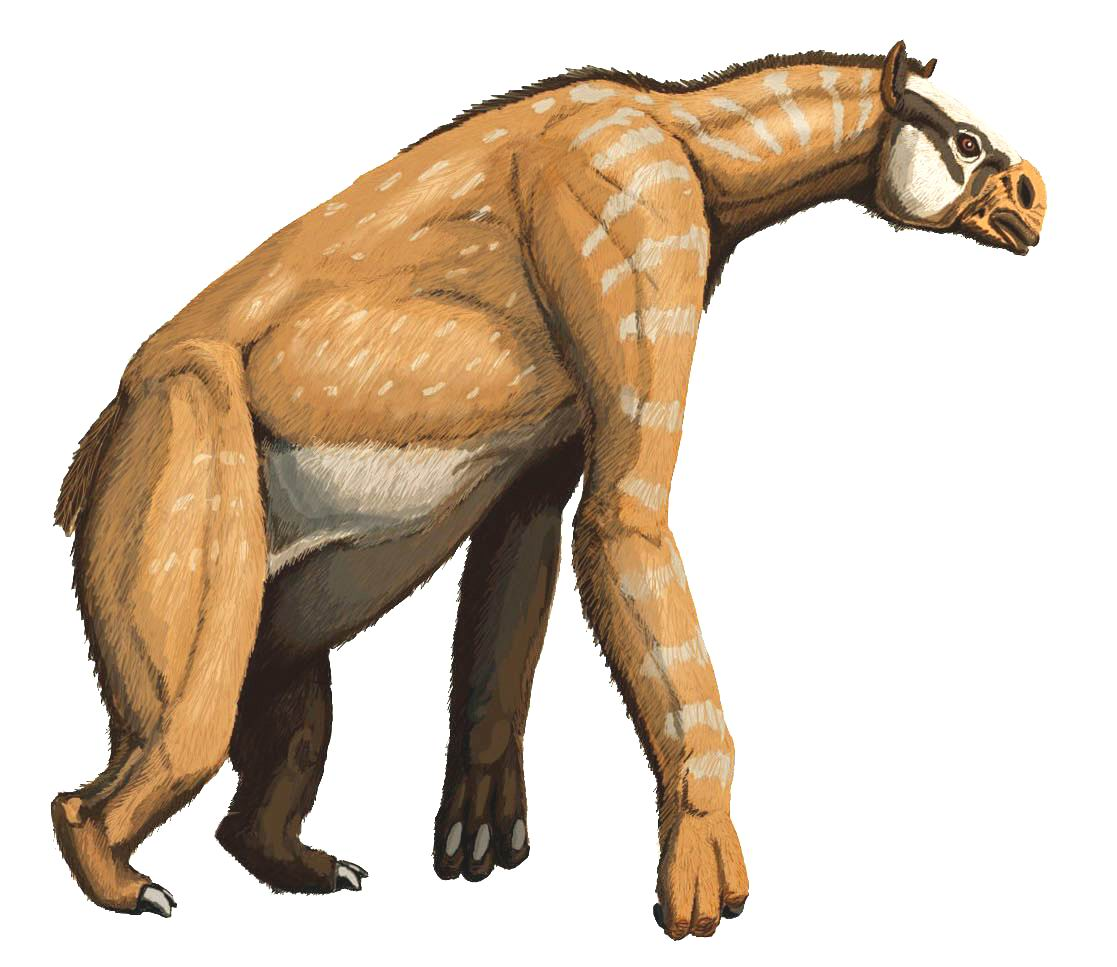
Restitution paléoartistique du chalicothère de Sansan Anisodon grande découvert par Édouard Lartet

Certaines espèces de chalicothères pouvaient atteindre 2,50 mètres de haut et peser 1 500 kg.

## Liste d'espèces
- Anisodon grande (H. Filhol, 1850) ;
- Chalicotherium goldfussi (J. J. Kaup, 1833) ;
- Chalicotherium brevirostris (E. H. Colbert, 1934) ;
- Chalicotherium salinum (M. Pickford, 1982) ;
- Macrotherium sansaniense (É. Lartet, 1887).

## Occurrence
Environ trente spécimens de Chalicotherium ont été découverts.

## Culture populaire
Le Chalicotherium apparaît dans le jeu vidéo Ark: Survival Evolved, dans lequel il lance des boules de boue ou de gravier, comportement fantaisiste en référence à son nom. De plus, son nom scientifique fictif, Chalicotherium obsidioequus, obsidio pour la pierre et equus, le cheval, par rapport à l'image que l'on suppose de son museau, ressemblant à celui d'un cheval. 

## Description

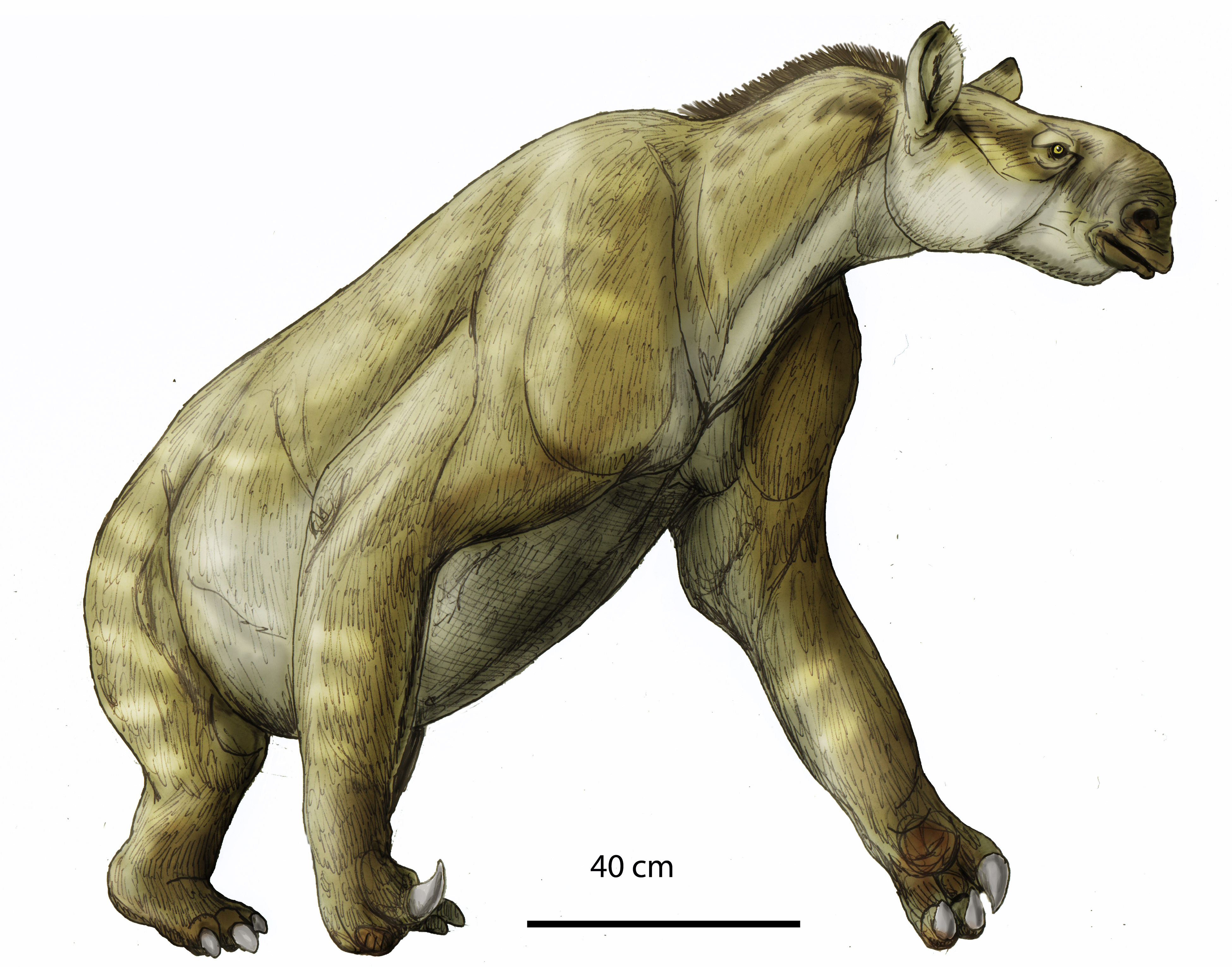
Reconstitution de C. brevirostris

Chalicotherium, comme de nombreux membres des Périssodactyles, était adapté au broutage. Toutefois, les chalicothères s’étaient adaptés de manière unique à cette pratique parmi les ongulés. Il possédait de longs bras munis de griffes puissantes, l’obligeant à se déplacer sur les phalanges, à la manière des gorilles. Ces bras servaient à atteindre les branches des grands arbres et à les rapprocher de sa longue tête, afin de les dépouiller de leurs feuilles.
La tête, semblable à celle d’un cheval, révèle une adaptation à un régime alimentaire composé de végétation tendre. En effet, à mesure que l’animal atteignait la maturité sexuelle, il perdait ses incisives ainsi que ses canines supérieures, ce qui suggère que ses lèvres musclées et les coussinets gingivaux qui en résultaient suffisaient à arracher les fourrages. Ceux-ci étaient ensuite broyés par des molaires carrées et à couronne basse, caractéristiques d’un régime herbivore spécialisé.
Les callosités situées sur l’ischion suggèrent que ces animaux restaient assis sur leurs pattes arrière pendant de longues périodes, probablement lorsqu’ils se nourrissaient. La croissance osseuse soutenant les coussinets sur la face dorsale des phalanges des mains est interprétée comme une preuve de locomotion sur les articulations. Cette posture aurait permis d’éviter l’usure des griffes, les préservant pour servir soit de râteau à fourrage, soit d’arme défensive redoutable — voire les deux.
Toutes ces caractéristiques témoignent d’une certaine convergence évolutive avec d’autres animaux tels que les paresseux terrestres, les grand singes, les ours (notamment les panda géants), ainsi qu’un groupe de dinosaures théropodes connus sous le nom de thérizinosaures.